# حريصون
حريصون قرية تتبع منطقة بانياس في أقصى شمال محافظة طرطوس. تقع قرب ساحل البحر المتوسط عند حدود محافظة اللاذقية.
وتتبع بعض القرى لها كلقلوع و بشنانا ووطى قرفيص .
وكانت جميع اراضيها لمالك واحد الشيخ سيف الدين عبدالكريم .